# Karnivool
I Karnivool sono un gruppo musicale progressive metal australiano formatosi a Perth nel 1997.
La formazione consiste da Ian Kenny alla voce, Andrew Goddard e Mark Hosking alle chitarre, Jon Stockman al basso e Steve Judd alla batteria ed è nata per iniziativa degli stessi Kenny e Goddard ai tempi del liceo. Le sonorità iniziali erano perlopiù assimilabili al nu metal, per poi evolversi gradualmente in uno stile più vicino al progressive metal ispirato ai Tool.

## Storia del gruppo

### Primi anni (1997-2003)

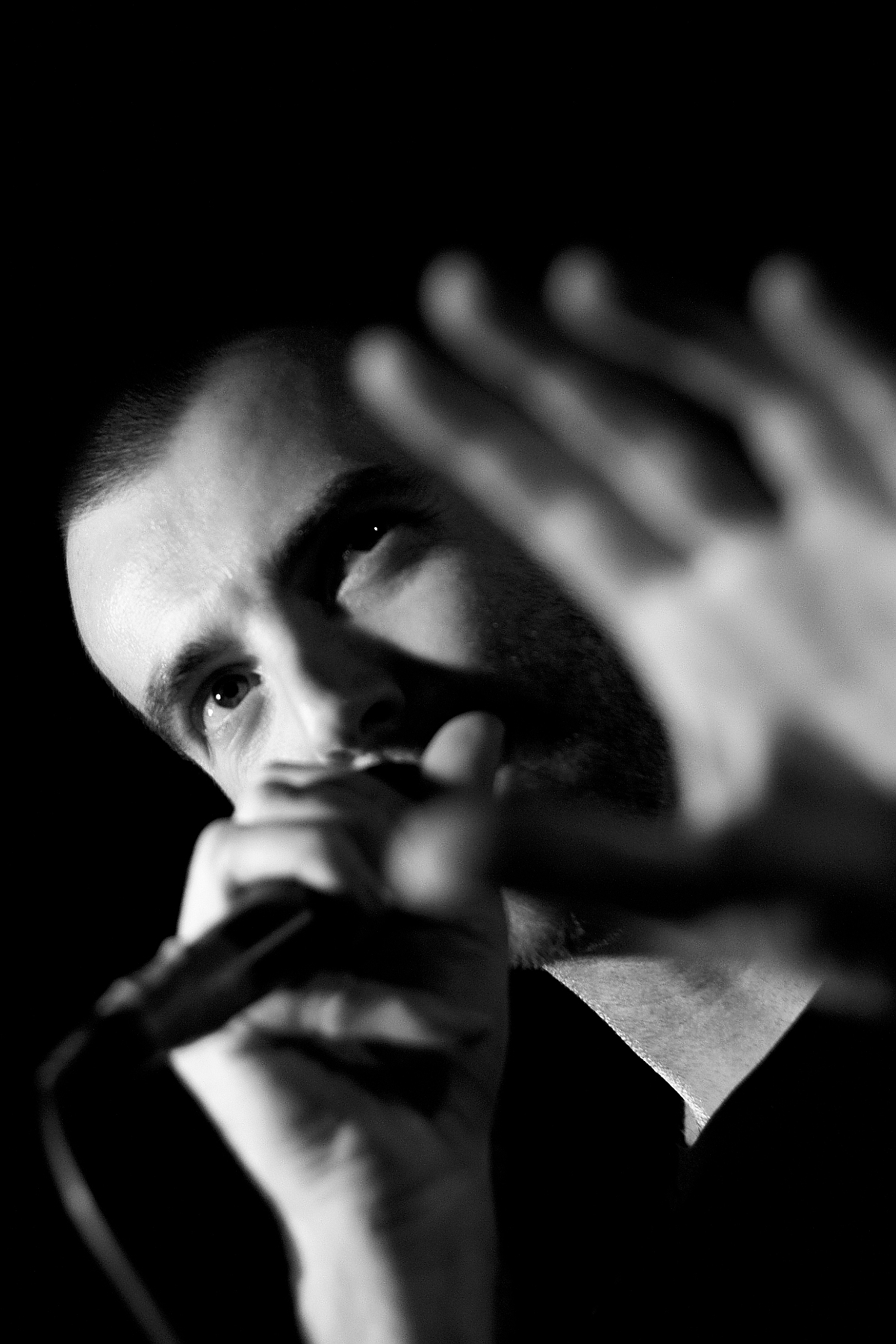
Ian Kenny (2010)

Le radici dei Karnivool affondano nel 1997 a Perth: in principio questi erano una band che eseguiva prevalentemente cover di Nirvana e Carcass uniti a brani originali e che era solita a suonare a feste ed eventi locali di ristretta rilevanza. Accadde nel 1998 che il cantante Ian Kenny decise di eliminare dalle proprie liste tutte le cover e di iniziare a dedicarsi interamente alla realizzazione di opere proprie, di mandar via ogni singolo componente rimasto facendone entrare altri, e di dare ufficialmente vita ai Karnivool: basti pensare infatti che il nome stesso deriva da un'aneddotica descrizione della band, definita come un "mucchio di clown" che si aggiravano per Perth.

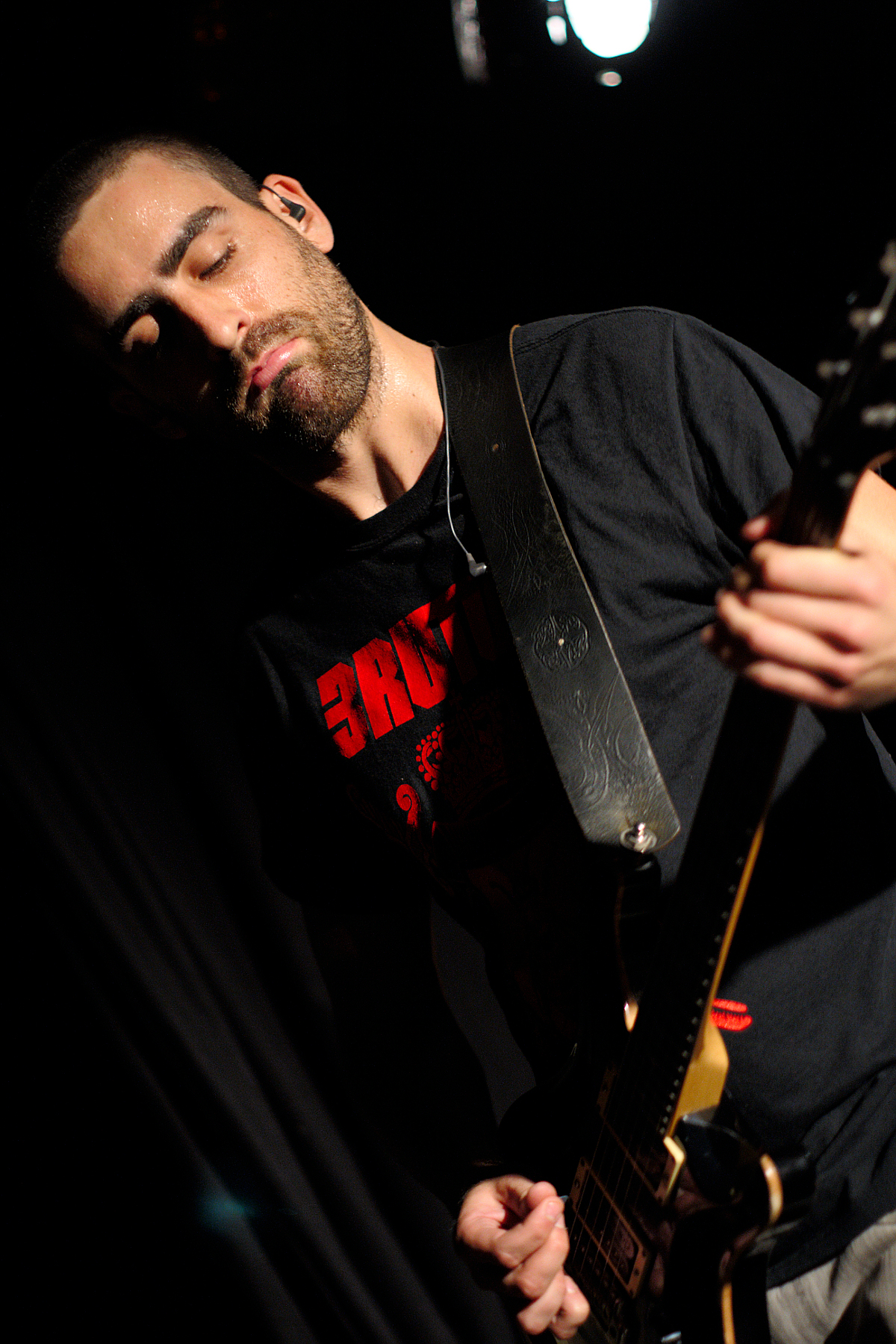
Andrew Goddard, 2010

Tra il 1998 e il 2004 la band avrebbe subito una serie di cambiamenti sostanziali di formazione. La prima incarnazione del 1998 dei Karnivool si basava sulla presenza di Kenny alla voce, Andrew Goddard alla chitarra, Andrew Brown al basso e Brett McKenzie alla batteria. Nel 2000 Brown venne rimpiazzato da Jon Stockman e non molto tempo dopo anche McKenzie se ne andò, lasciando così posto a Ray Hawking alla batteria. Mark Hosking si unì nel 2003 prendendo posto come secondo chitarrista, e verso la fine del 2004 Steve Judd sostituì Hawking alla batteria. Da allora, la formazione si è stabilizzata ed è rimasta invariata.
Nel 1999 la band pubblicò l'EP omonimo, costituito da quattro brani, a cui fece seguito nel marzo 2001 il secondo EP, Persona, anch'esso costituito da quattro brani e una nuova versione di Some More of the Same (brano d'apertura di Karnivool). Dopo l'uscita di Persona, la band vinse la finale di una competizione musicale regionale, entrando così nelle finali nazionali tenutesi a Hobart, in Tasmania. In ottobre, i Karnivool programmarono di suonare come gruppo di supporto ai Rollins Band, ma a causa del fallimento della Ansett Airlines, Henry Rollins e la sua band furono costretti ad annullare lo spettacolo a Perth. Alla fine del 2001 aprirono il concerto dei Fear Factory nel loro tour australiano.

### Themata(2004-2007)

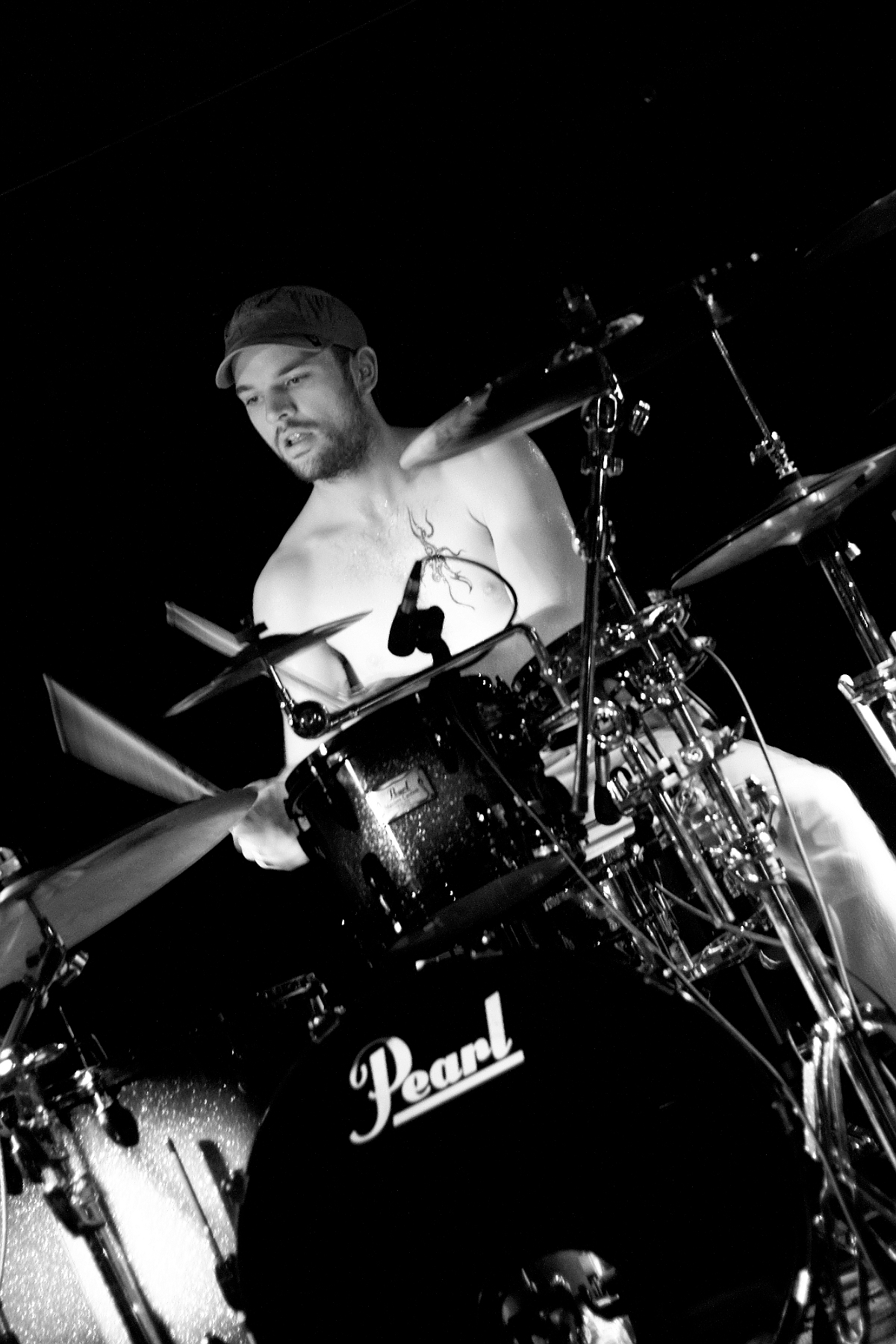
Steve Judd, 2010

Goddard scrisse le tracce di Themata, il primo album della band, e affermò che i Karnivool avrebbero suonato le tracce di Themata insieme dal vivo una volta terminata la realizzazione dell'album. Goddard non solo suonò la chitarra e scrisse le tracce, ma si occupò anche della sezione delle percussioni in tutte le tracce eccetto Lifelike, dal momento che Steve Judd non era ancora entrato nel gruppo. Themata venne pubblicato dagli stessi Karnivool il 7 febbraio 2005 attraverso la MGM Distribution. Il 23 agosto 2006, i Karnivool siglarono un contratto con la Bieler Bros. Records, che ripubbliccò il disco negli Stati Uniti d'America il 10 aprile 2007 e nel Regno Unito il 7 maggio. La band ripubblicò l'EP Persona il 12 dicembre, replicando il successo riscosso da Themata. L'album fu prodotto da Forrester Savell.
I Karnivool presero parte all' Homeland Security Tour poco dopo la pubblicazione di Themata. Verso la fine del 2007, hanno partecipato al Great American Rampage Tour in Nord America. In questo periodo di tempo, i Karnivool hanno realizzato una reinterpretazione della canzone di Gotye The Only Way, che si è andata a inserire nell'album tributo di Mixed Blood, che contiene cover e remix dei lavori degli album Boardface e Like Drawing Blood dello stesso Gotye, ma che non è stata pubblicata in nessun album dei Karnivool. Inoltre, quando i Karnivool interruppero momentaneamente la loro attività, Goddard e Stockman hanno suonato rispettivamente la chitarra e il basso in Hold Your Colour dei Pendulum, tratto dall'album omonimo.

## Formazione
Attuale
- Ian Kenny – voce (1997-presente)
- Andrew Goddard – chitarra solista (1998-presente)
- Jon Stockman – basso (2000-presente)
- Mark Hosking – chitarra ritmica (2003-presente)
- Steve Judd – batteria (2004-presente)

Ex componenti
- Andrew Brown – basso (1998-2000)
- Ray Hawking – batteria (2000-2004)
- Brett McKenzie – batteria (1998-2000)

## Discografia

### Album in studio
- 2005 – Themata
- 2009 – Sound Awake
- 2013 – Asymmetry

### EP
- 1999 – Karnivool
- 2001 – Persona

### Singoli
- 2003 – Lifelike
- 2005 – Themata
- 2009 – Set Fire to the Hive
- 2013 – We Are
- 2013 – Eidolon
- 2021 – All It Takes

## Videografia
- 2021 – Decade of Sound Awake